# Posadów
Posadów este o arie protejată (sit de importanță comunitară — SCI) din Polonia întinsă pe o suprafață de 3,15 ha, integral pe uscat.

## Localizare
Centrul sitului Posadów este situat la coordonatele 50°30′28″N 23°48′56″E / 50.5079°N 23.8155°E.

## Înființare
Situl Posadów a fost declarat sit de importanță comunitară în octombrie 2009 pentru a proteja 1 specie de plante.

## Biodiversitate
Situată în ecoregiunea continentală, aria protejată conține 1 habitat natural: Pajiști uscate seminaturale și facies de acoperire cu tufișuri pe substraturi calcaroase (Festuco-Brometalia) (* situri importante pentru orhidee).
La baza desemnării sitului se află o specie protejată de  plante: Echium russicum.
Pe lângă speciile protejate, pe teritoriul sitului au mai fost identificate 6 specii de plante.